# Impfstoffwirksamkeit

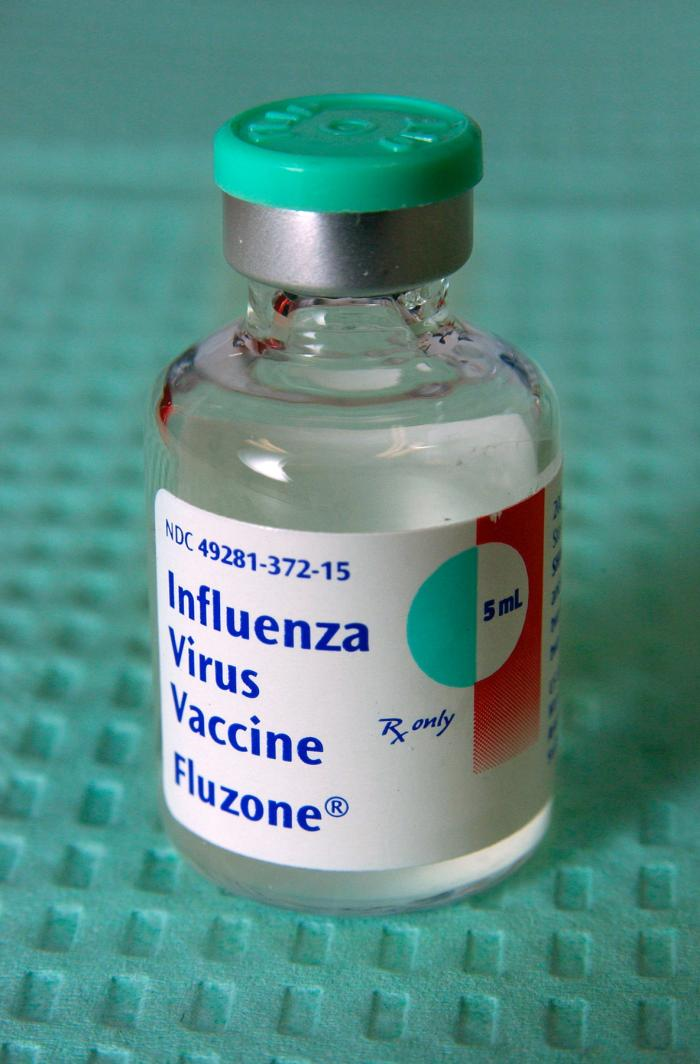
Influenzaimpfstoff

In der medizinischen Statistik und Infektionsepidemiologie gehört die Ermittlung der Impfstoffwirksamkeit (IW), auch Impfwirksamkeit, Schutzwirkung, (englisch vaccine efficacy) oder Impfeffekt genannt, neben der Kosten-Nutzen-Effizienz und der Impfstoffsicherheit zu den wichtigsten Voraussetzungen für die Empfehlung eines Impfstoffs.
Die Impfstoffwirksamkeit ist nicht zu verwechseln mit der (üblicherweise durch Beobachtungsstudien gemessenen) Impfstoffeffektivität (englisch vaccine effectiveness).
Die Impfstoffwirksamkeit ist die direkte Wirkung des Impfstoffs, die für die Bewertung eines Maßnahmenprogramms bei Infektionskrankheiten herangezogen wird; sie errechnet sich als relative Reduktion des Risikos, unter den Geimpften im Vergleich zu Nichtgeimpften an der Zielkrankheit zu erkranken. Es ist damit ein Vergleich des Risikos zwischen Geimpften und Ungeimpften: Wenn beispielsweise halb so viele Geimpfte erkranken wie Ungeimpfte, errechnet sich die Impfstoffwirksamkeit auf 50 Prozent.
Die Impfstoffwirksamkeit wird bestenfalls in randomisierten kontrollierten Studien unter „optimalen Bedingungen“ ermittelt. „Optimale Bedingungen“ bedeutet hierbei, dass bestimmte Kriterien eingehalten werden, wie z. B. eine sachgerechte Auswahl von (üblicherweise gesunden) Probanden oder die überprüfte und zeitgerechte Verabreichung des Impfstoffs und eine funktionierende Kühlkette.
Die Formel für die Impfstoffwirksamkeit wurde 1915 von den Statistikern Major Greenwood und George Udny Yule in ihrer Arbeit The Statistics of Anti-Typhoid and Anti-Cholera Inoculations, and the Interpretation of Such Statistics in General für die Abschätzung der Wirksamkeit der Cholera- und Typhusimpfstoffe entwickelt. Sie liefert eine grobe, aber schnelle Abschätzung der Wirksamkeit einer Impfung in der Zielpopulation. Die Impfstoffwirksamkeit wird aus dem relativen Risiko einer Ansteckung bei geimpften und ungeimpften Individuen abgeleitet. Für die Berechnung der Impfstoffwirksamkeit ist es ausreichend, den Anteil der geimpften Personen an der Zielpopulation und den Anteil der Geimpften unter allen Erkrankten zu bestimmen.

## Formel für die Impfstoffwirksamkeit
Sei vorausgesetzt, dass das Infektionsrisiko für geimpfte und ungeimpfte Individuen gleich ist und dass die Impfungen in der Bevölkerung gemäß dem Randomisierungsprinzip (Zufallszuteilung) erfolgen. Die Impfstoffwirksamkeit (IW) gibt an um wie viel das Risiko zu erkranken unter den Geimpften im Vergleich zu den Ungeimpften reduziert ist (Relative Risikoreduktion):
{\displaystyle IW_{RR}:={\frac {P({\text{Krankheit; ungeimpft}})-P({\text{Krankheit; geimpft}})}{P({\text{Krankheit; ungeimpft}})}}}.
Einen Schätzwert für die Impfstoffwirksamkeit erhält man, indem man die Inzidenzraten  {\displaystyle IR_{u}} und {\displaystyle IR_{v}} als Schätzwerte für die Wahrscheinlichkeiten {\displaystyle P({\text{Krankheit; ungeimpft}})} und  {\displaystyle P({\text{Krankheit; geimpft}})} verwendet. Der Schätzwert für die Impfstoffwirksamkeit wird allgemein ausgedrückt als eine proportionale Reduktion der Inzidenzrate (IR) der Zielerkrankung unter geimpften ({\displaystyle IR_{v}}) im Vergleich zu ungeimpften Personen ({\displaystyle IR_{u}}):
{\displaystyle {\widehat {IW}}_{RR}={\frac {IR_{u}-IR_{v}}{IR_{u}}}}.
Die Inzidenzrate gibt das Verhältnis von neuinfizierten bzw. erkrankten Personen bezogen auf die Gesamtzahl an Personen unter Risiko an. Sei {\displaystyle c_{u}} die Anzahl der Erkrankten unter {\displaystyle n_{u}} Ungeimpften und {\displaystyle c_{v}} die Anzahl der Erkrankten unter {\displaystyle n_{v}} Geimpften (siehe Inzidenz) und damit
- {\displaystyle IR_{u}=c_{u}/n_{u}}: Inzidenzrate unter den ungeimpften Personen (Erkrankungsquote bei Nichtgeimpften)
- {\displaystyle IR_{v}=c_{v}/n_{v}}: Inzidenzrate unter den geimpften Personen (Erkrankungsquote bei Geimpften)

Da die relative Risikoreduktion das Komplement des relativen Risikos (RR) ist, genügt es für die Ermittlung eines Schätzwertes für die Impfwirksamkeit einen Schätzwert für das relative Risiko (RR) der Geimpften in Bezug auf die Zielerkrankung im Vergleich zu den Ungeimpften {\displaystyle RR=P({\text{Krankheit; geimpft}})/P({\text{Krankheit; ungeimpft}})} zu ermitteln. Solch ein Schätzwert ist gegeben durch das Verhältnis der Erkrankungsquote bei Geimpften zu der bei Nichtgeimpften:
{\displaystyle {\widehat {RR}}={\frac {c_{v}/n_{v}}{c_{u}/n_{u}}}={\frac {IR_{v}}{IR_{u}}}}.
Der Schätzwerts für die Impfwirksamkeit ist dann dessen Komplement:
{\displaystyle {\widehat {IW}}_{RR}=1-{\widehat {RR}}=1-{\frac {c_{v}/n_{v}}{c_{u}/n_{u}}}=1-{\frac {c_{v}n_{u}}{c_{u}n_{v}}}={\frac {{\frac {n_{v}}{n_{u}+n_{v}}}-{\frac {c_{v}}{c_{u}+c_{v}}}}{{\frac {n_{v}}{n_{u}+n_{v}}}\left(1-{\frac {c_{v}}{c_{u}+c_{v}}}\right)}}={\frac {p-c}{p(1-c)}}},
wobei die beiden Anteile {\displaystyle p} und {\displaystyle c} gegeben sind durch:
{\displaystyle p={\frac {n_{v}}{n_{u}+n_{v}}}\;\;} und {\displaystyle \;\;c={\frac {c_{v}}{c_{u}+c_{v}}}} mit
- {\displaystyle p}: Anteil der Geimpften an der Teilpopulation, die aus den Geimpften und Ungeimpften besteht
- {\displaystyle c}: Anteil erkrankten Geimpften an den erkrankten Geimpften und Ungeimpften

Alternativ lässt sich der Schätzwert für die Impfwirksamkeit {\displaystyle {\widehat {IW}}_{RR}} in der Form
{\displaystyle {\widehat {IW}}_{RR}=1-{\frac {c/(1-c)}{p/(1-p)}}}
schreiben und damit als Komplement eines Schätzwertes für das Chancenverhältnis darstellen, das aus Fall-Kontroll-Studien gewonnen werden kann. Als solches kann die Formel verwendet werden, um die Wirksamkeit des Impfstoffs basierend auf dem Inzidenzdichteverhältnis (IDR) abzuschätzen.
Seien {\displaystyle a} und {\displaystyle b} die Anzahl der ermittelten geimpften und nicht geimpften Fälle und {\displaystyle d} und {\displaystyle f} die Anzahl der geimpften und nicht geimpften Kontrollfälle, die aus der Referenzpopulation stammen. In diesem Fall lässt sich zeigen, dass
{\displaystyle {\widehat {IW}}_{IDR}=1-IDR\approx 1-{\frac {a/b}{d/f}}={\frac {p-c}{p(1-c)}}}.
Eine alternative Errechnung ergibt sich aus dem Anteil der Personen in der Placebogruppe einer Impfstoffstudie, die nicht krank geworden wären, wenn sie den Impfstoff erhalten hätten.

## Unterschiede zwischen Impfstoffwirksamkeit und Impfstoffeffektivität
Der Begriff Impfstoffwirksamkeit (Impfeffekt) bezieht sich auf den Impfschutz, der durch randomisierte kontrollierte Studien unter optimalen Bedingungen ermittelt wird, bei denen die Lagerung und Verabreichung des Impfstoffs überwacht wird und die Teilnehmer für gewöhnlich gesund sind.
Der Begriff Impfstoffeffektivität bezieht sich auf den Impfstoffschutz, der in Beobachtungsstudien an Personen mit Grunderkrankungen gemessen wurde, denen von verschiedenen Gesundheitsdienstleistern unter realen Bedingungen Impfstoffe verabreicht wurden.
Die Impfstoffwirksamkeit zeigt, wie wirksam der Impfstoff unter idealen Umständen und bei hundertprozentiger Impfstoffaufnahme sein kann. Dagegen misst die Impfstoffeffektivität, wie gut ein Impfstoff funktioniert, wenn er unter Praxisbedingungen in Arztpraxen, Krankenhäusern oder während einer Impfkampagne – wie z. B. bei der Verimpfung von COVID-19-Impfstoffen (2020/21) – verabreicht wird. Wenn die Impfstoff-Wirksamkeitsstudie auf einer Population basiert, die sich in einer bestimmten kontrollierten Umgebung befindet, wird die Impfstoff-Wirksamkeitsstudie effektiver. Wenn sich die Kriterien ändern würden, z. B. wenn sie auf einer größeren Population basieren würden, die nicht so eingeschränkt ist und sich in einer natürlicheren Umgebung befindet, entspräche dies einer Impfstoff-Effektivitätsstudie. Was Impfstoff-Wirksamkeitsstudien anwendbar macht, ist, dass sie auch die Befallsrate sowie eine Nachverfolgung des Impfstatus anzeigen. Impfstoff-Effektivitätsstudien lassen sich angesichts des Zulassens von Umgebungsunterschieden viel leichter nachverfolgen als Impfstoff-Wirksamkeitsstudien.
Die Vorteile von Impfstoff-Wirksamkeitsstudien ist die mögliche Kontrolle von Störfaktoren mittels Randomisierung (Zufallszuteilung), sowie eine prospektive, aktive Überwachung der Befallsraten und eine sorgfältige Nachverfolgung des Impfstatus für eine Studienpopulation. Die Hauptnachteile von Impfstoff-Wirksamkeitsstudien sind ihre hohe Komplexität und die Kosten ihrer Durchführung, insbesondere bei relativ seltenen Infektionsergebnissen von Krankheiten, bei denen es erforderlich ist den Stichprobenumfang zu erhöhen, um eine klinisch relevante Trennschärfe zu erzielen.

## Impfstoffwirksamkeit bei einem COVID-19-Impfstoff
Hypothetische Szenarien zur Impfstoffwirksamkeit zeigten, dass ein Impfstoff mit einer Wirksamkeit von mindestens 70 % ausreichend gewesen wäre, um die Ausbreitung von COVID-19 in Südafrika einzudämmen. Laut US-Experte Anthony Fauci könnte die Impfstoffwirksamkeit bei einem COVID-19-Impfstoff letztendlich nur 50–60 % betragen.